# Тальони, Сальваторе
 Сальваторе Тальони  (итал. Salvatore Taglioni; 1789, Палермо — 1868, Неаполь) — артист балета, педагог и хореограф, сын Карло Тальони, младший брат Филиппо Тальони, отец балерины Луизы Тальони.

## Биография
Вместе с сестрой Луизой учился танцу у Жана-Франсуа Кулона — Филиппо Тальони специально привёз в Париж младших детей, чтобы устроить их в класс знаменитого педагога:121. Пройдя курс обучения у Кулона-отца, в 1806 году Сальваторе вместе с сестрой дебютировали на сцене, исполнив pas de deux в одном из спектаклей Парижской оперы, которая в те времена называлась Императорской академией музыки (фр. Académie Impériale de Musique) и давала представления в театре на улице Ришельё. После сезона в Париже Сальваторе недолгое время работал в Лионской опере и в Большом театре Бордо. Начиная с 1808 года работал в неаполитанском театре Сан-Карло, где танцевал в балетах Луи Анри, Пьетро Гюса, Луи Дюпора, Сальваторе Вигано и Гаэтано Джойи.

## Балетмейстерская деятельность
Как хореограф Сальваторе Тальони поставил более двух сотен балетов как для публичных театров (в первую очередь — неаполитанского Сан-Карло и миланского Ла Скала), так и для придворного театра Королевства Обеих Сицилий. Также работал как балетмейстер-постановщик в Королевском театре Турина и в Придворном театре Вены. В 1826 году, когда внезапно в разгар работы умер балетмейстер Гаэтано Джойя, Тальони было поручено закончить начатый им балет «Акбар Великий». В 1831 году он получил пожизненное звание «хореографа театров Неаполитанского королевства».
В 1838 году поставил в театре Сан-Карло фантастический балет на музыку Венцеля фон Галленберга и Марио Аспа «Фауст» (декорации — Антонио Никколини). Балет, посвящённый королю Фердинанду, был запрещён после второго представления.
Август Бурнонвиль, выступавший в Сан-Карло в 1841 году, был весьма высокого мнения о балетмейстере: 

Сальваторе Тальони — человек больших способностей. Его новый балет “Марко Висконти“ содержит множество красивых и сильных пассажей, но прошёл плохо.— K. Jürgensen. Bournonville in Italia:371.
 В своих письмах жене танцовщик сетовал на то, что «не мог посмотреть эти хорошие спектакли» из-за недостатка времени. Однако Бурнонвиль наверняка видел балет Тальони «Герцог Равенны», премьера которого состоялась 30 мая 1840 года — развёрнутая танцевальная сюита «Лазурного грота» с танцующими наядами и духами воды, которые своим очарованием пытались заставить главного героя остаться в их подводном царстве, нашла своё новое воплощение в балете «Неаполь», который датчанин поставил, как только вернулся на родину.
Как хореограф, Сальваторе Тальони был верным приверженцем хореодрамы, следуя традициям творчества Сальваторе Вигано и ставя спектакли на героико-мифологические и исторические темы, полные драматического действа. В то же время он ставил и комедийные, и романтические балеты. «Экзотическими» в творчестве балетмейстера были такие спектакли, как «Русская гора» и «Бракосочетание Романова». Свой последний балет, «Талисман», Тальони поставил в 1865 году.

### Постановки
мифологические балеты
«Аталанта и Гиппомен»*:125 (1817), «Кастор и Поллукс», «Рождение Венеры», «Возвращение Улисса», «Гнев Ахилла»
историко-героические балеты
«Завоевание Мексики, или Португальцы», «Освобождённый Отранто», «Алкивиад», «Акбар Великий»*:187 (1826), «Марко Висконти»* (1841), «Бракосочетание Романова»
комедийные балеты
«Князь Фортуньо, или Три апельсина», «Евтихий из Кастаньи, или Необитаемый остров»
романтические балеты
«Фауст»* на музыку фон Галленберга и Марио Аспа, декорации Антонио Никколини (30 мая 1838, запрещён к показу после 2-го представления), «Герцог Равенны»* (30 мая 1840)
(*) — спектакли, про которые известно, что они поставлены в театре Сан-Карло (Неаполь)

## Педагогическая деятельность
В 1812 году вместе с Луи Анри основал в Неаполе балетную школу»:371, где он сам вёл класс усовершенствования :122. Среди учениц С. Тальони — Фанни Черрито.